# KNM Kinn (S-316)
Pour les articles homonymes, voir KNM Kinn (homonymie).
Le KNM Kinn (numéro de coque : S-316) est un sous-marin de classe Kobben de la marine royale norvégienne.

## Fabrication
Le navire a été commandé à Thyssen Nordseewerke à Emden, où la quille a été posée en 1960. Il a été lancé le 30 novembre 1963 et achevé le 8 avril 1964.

## Service
Le navire a été retiré du service en 1982 et coulé en 1990 au Bjørnafjorden.